# 이타쿠라 가쓰키요 (1823년)

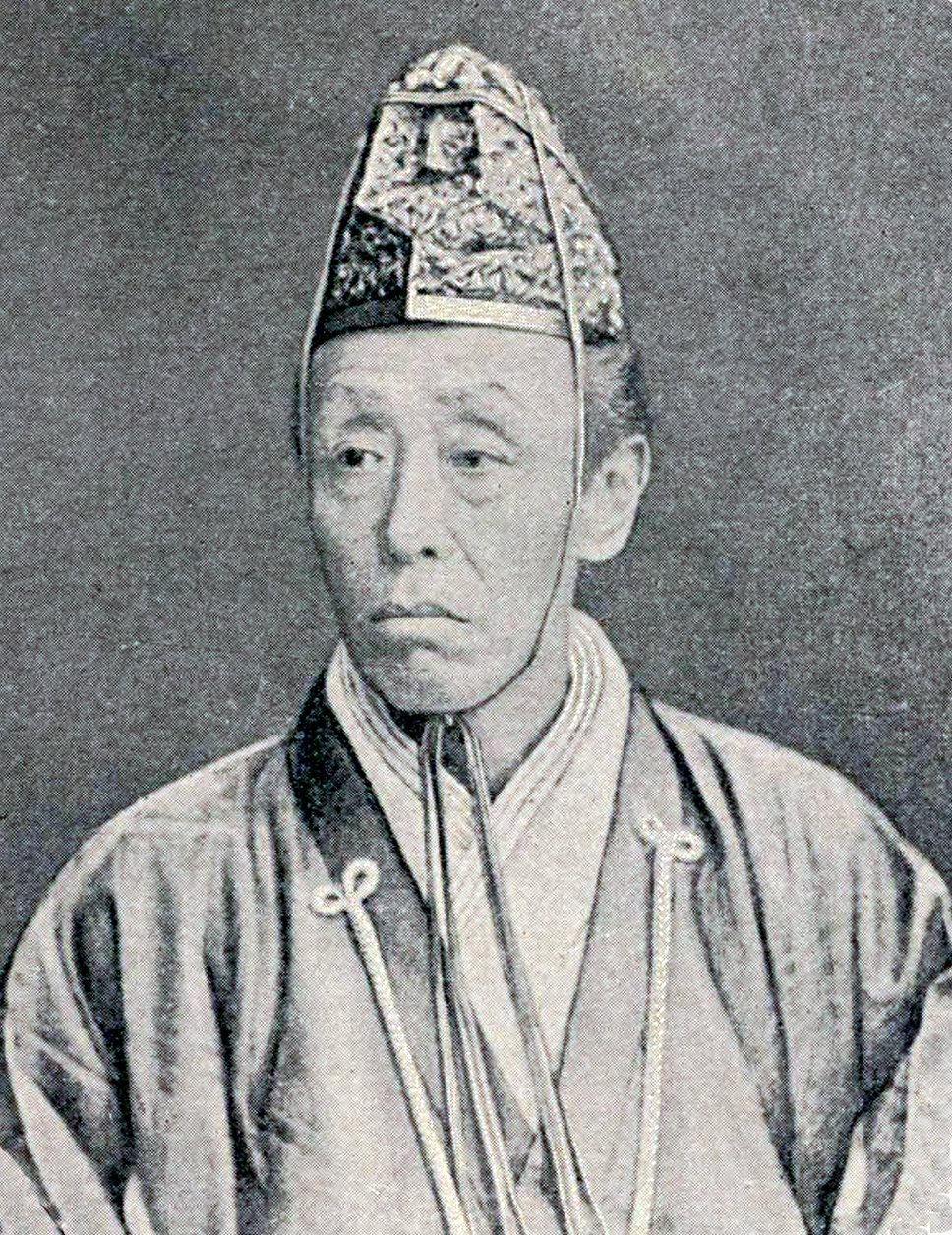
이타쿠라 가쓰키요

이타쿠라 가쓰키요(일본어: 板倉勝静)는 빗추 마쓰야마 번 제7대 번주로서 막말의 소샤반, 사사봉행, 노중수좌를 역임하였다. 이타쿠라 종가(板倉宗家) 제13대 당주이다.
가쓰키요는 혈연상 에도 막부 제8대 쇼군 도쿠가와 요시무네의 후손으로서 친조부는 노중수좌 마쓰다이라 사다노부이며 친부는 이세 구와나번 초대 번주 마쓰다이라 사다나가이다. 아버지 사다나가가 무쓰 시라카와번주 시절에 여덟째 아들로 태어났다.
히사마쓰 마쓰다이라 분가(사다쓰나 계)의 여덟째 아들인 탓에 이타쿠라 종가의 양자로 입적되어 빗추 마쓰야마 번의 선대 번주인 이타쿠라 가쓰쓰네(板倉勝職) 사후 이타쿠라 종가의 가독을 이어받았다.
| 전임 이타쿠라 가쓰쓰네 | 제7대 빗추 마쓰야마 번 번주 (이타쿠라 종가) 1849년 ~ 1869년 | 후임 이타쿠라 가쓰스케 |